# Ivan Pace Jr.
Ivan Pace Jr. (geboren am 16. Dezember 2000 in Cincinnati, Ohio) ist ein US-amerikanischer American-Football-Spieler auf der Position des Linebackers. Er spielte College Football für die Miami University sowie die University of Cincinnati. Seit 2023 steht Pace bei den Minnesota Vikings in der National Football League (NFL) unter Vertrag.

## Frühe Jahre und College
Pace wuchs in Cincinnati, Ohio, auf und besuchte dort die Colerain High School. Als Footballspieler an der Highschool fand er unter anderem aufgrund seiner schmächtigeren Statur wenig Beachtung und erhielt lediglich ein Stipendienangebot aus der NCAA Division I Football Bowl Subdivision.
Ab 2019 ging Pace auf die Miami University in Oxford, Ohio, und spielte dort College Football für die Miami RedHawks. Als Freshman egalisierte Pace, der zuvor als Ergänzungsspieler unauffällig geblieben war, im Spiel gegen die Akron Zips am 21. November 2019 den NCAA-Rekord von sechs Sacks in einem Spiel. In der aufgrund der COVID-19-Pandemie stark verkürzten Saison 2020 bestritt er alle drei Spiele der RedHawks als Starter. In der Saison 2021 gelangen Pace 125 Tackles, davon 13 für Raumverlust und vier Sacks sowie eine Interception. Er wurde in die All-Star-Auswahl der Mid-American Conference (MAC) gewählt.
Zur Saison 2022 entschloss Pace sich zu einem Wechsel auf die University of Cincinnati, um dort für die Cincinnati Bearcats zu spielen, darüber hinaus waren mehrere Teams aus den Power Five an ihm interessiert. Bei den Bearcats spielte bereits zuvor ab 2020 auch sein ein Jahr jüngerer Bruder, mit dem er bereits an der Highschool zusammen gespielt hatte, ebenfalls als Linebacker. Pace verzeichnete in der Saison 2022 für Cincinnati 137 Tackles, davon 21,5 für Raumverlust und 10 Sacks sowie drei erzwungene Fumbles. Er wurde als erster Spieler in der Geschichte der Bearcats zum Unanimous All-American gewählt. Zudem wurde Pace neben der Wahl in das All-Star-Team der American Athletic Conference (AAC) als Defensive Player of the Year in der AAC ausgezeichnet und war Finalist bei der Wahl zum Chuck Bednarik Award sowie zum Butkus Award. Pro Football Focus bewertete ihn als besten Linebacker der College-Football-Saison.

## NFL
Trotz seiner Leistungen am College wurde Pace insbesondere aufgrund seiner für einen Linebacker unterdurchschnittlichen Größe von ca. 179 cm nicht als eines der aussichtsreichsten Talente im Draft angesehen. Er wurde im NFL Draft 2023 nicht ausgewählt und wurde anschließend als Undrafted Free Agent von den Minnesota Vikings unter Vertrag genommen. Pace galt als einer der besten nicht im Draft ausgewählten Spieler. Pace fand schnell den Weg in die Stammformation der Vikings und setzte sich dabei in den ersten Wochen gegen Brian Asamoah durch. Infolge der Verletzung des Routiniers Jordan Hicks übernahm er zudem ab Woche 11 den green dot, d. h. die Weitergabe der Spielzüge an die Defense. Am 14. Spieltag wurde Pace als NFC Defensive Player of Week ausgezeichnet. Beim 3:0-Sieg über die Las Vegas Raiders verzeichnete er 13 Tackles, einen Sack sowie eine Interception, die zugleich das Spiel zugunsten der Vikings entschied. Insgesamt lief Pace als Rookie in elf von 17 Spielen als Starter auf und verzeichnete 102 Tackles, 2,5 Sacks, eine Interception sowie einen eroberten und einen erzwungenen Fumble. Von der Professional Football Writers Association wurde er in das All-Rookie Team der Saison gewählt.
In seine zweite NFL-Saison ging Pace als Stammspieler an der Seite des neu verpflichteten Blake Cashman. Er verpasste Woche 3 und 4 wegen einer Knöchelverletzung und fiel vom 13. bis zum 16. Spieltag wegen einer Oberschenkelverletzung aus. In elf Regular-Season-Spielen verzeichnete Pace 72 Tackles, drei Sacks, eine Interception und einen eroberten Fumble.

## NFL-Statistiken
| Saison                             | Saison | Spiele | Spiele      | Tackles | Tackles | Tackles | Tackles | Interceptions | Interceptions | Interceptions | Interceptions | Interceptions | Fumbles | Fumbles | Fumbles |
| Jahr                               | Team   | Spiele | als Starter | Gesamt  | Solo    | Ast     | Sacks   | PD            | INT           | Yds           | Lng           | TD            | FF      | FR      | TD      |
| ---------------------------------- | ------ | ------ | ----------- | ------- | ------- | ------- | ------- | ------------- | ------------- | ------------- | ------------- | ------------- | ------- | ------- | ------- |
| 2023                               | MIN    | 17     | 11          | 102     | 63      | 39      | 2,5     | 2             | 1             | 0             | 0             | 0             | 1       | 1       | 0       |
| 2024                               | MIN    | 11     | 10          | 72      | 36      | 36      | 3,0     | 1             | 1             | 6             | 6             | 0             | 0       | 1       | 0       |
| Gesamt                             | Gesamt | 28     | 21          | 174     | 99      | 75      | 5,5     | 3             | 2             | 6             | 6             | 0             | 1       | 2       | 0       |
| Quelle: pro-football-reference.com |        |        |             |         |         |         |         |               |               |               |               |               |         |         |         |